# The Best of George Harrison
The Best of George Harrison ist das erste Kompilationsalbum von George Harrison nach der Trennung der Beatles. Gleichzeitig ist es einschließlich der beiden Instrumentalalben aus den 1960er Jahren, der Studioalben und des Livealbums das insgesamt achte Album Harrisons. Es wurde am 8. November 1976 in den USA und am 19. November 1976 in Großbritannien und veröffentlicht.

## Entstehungsgeschichte
Nachdem im Oktober 1975 das Kompilationsalbum Shaved Fish von John Lennon und im darauffolgenden Monat Blast from Your Past von Ringo Starr erschienen waren, folgte ein Jahr später ein Kompilationsalbum von George Harrison. Außer Paul McCartney verlängerte kein Ex-Beatle den Plattenvertrag mit der EMI, nachdem der Vertrag mit Apple Records am 26. Januar 1976 ausgelaufen war. Während die anderen Kompilationsalben der Ex-Beatles ausschließlich aus Solomaterial der Künstler bestand, wurde Seite eins der Langspielplatte Best of George Harrison ausschließlich mit Liedern der Beatles bestückt, die George Harrison geschrieben hatte. Seite zwei umfasst sechs von acht Single-A-Seiten von Harrison, die bis zum Jahr 1976 bei Apple Records erschienen waren, wobei auf die Singleveröffentlichungen Ding Dong, Ding Dong und This Guitar (Can’t Keep from Crying) verzichtet wurde.
George Harrison war weder mit dem Titel noch mit der Zusammenstellung der Lieder zufrieden, insbesondere dass Beatles-Lieder hinzugefügt worden waren, störte ihn. Ein alternativer Vorschlag von Harrison selber wurde von der EMI nicht beachtet.
Im Februar 1977 wurde das Album in den USA mit Gold für 500.000 verkaufter Exemplare ausgezeichnet.

## Covergestaltung
Das Album erschien in Europa und den USA mit jeweils unterschiedlichen Covergestaltungen. Das Design des europäischen Covers stammt von der Firma Cream, das Foto von Bob Cato. Für das Design in den USA war Roy Kohara und Michael Bryan verantwortlich.

## Wiederveröffentlichung
Die Erstveröffentlichung im CD-Format erfolgte im Mai 1987 ohne Bonustitel. Der CD liegt ein achtseitiges bebildertes Begleitheft bei. Der Titel Bangla Desh war bis September 2014 nur auf diesem Kompilationsalbum erhältlich. Die CD-Veröffentlichung aus 1987 wurde bisher nicht neu remastert.

## Titelliste
Alle Titel wurden von George Harrison geschrieben.
Seite Eins
1. Something – 3:01
Dieser Titel wurde ursprünglich am 26. September 1969 als Beatles-Single veröffentlicht. Es war das erste Mal, dass eine Harrison-Komposition als A-Seite einer Single der Beatles erschien.
2. If I Needed Someone – 2:22
Dieses Lied erschien erstmals am 3. Dezember 1965 auf dem Beatles-Album Rubber Soul.
3. Here Comes the Sun – 3:05
Dieses Lied erschien erstmals am 26. September 1969 auf dem Beatles-Album Abbey Road.
4. Taxman – 2:37
Dieses Lied erschien erstmals am 5. August 1966 auf dem Beatles-Album Revolver.
5. Think for Yourself – 2:18
Dieses Lied erschien erstmals am 3. Dezember 1965 auf dem Beatles-Album Rubber Soul.
6. For You Blue – 2:31
Dieses Lied erschien erstmals am 8. Mai 1970 auf dem Beatles-Album Let It Be. Es diente außerdem als B-Seite der Single The Long and Winding Road in den USA.
7. While My Guitar Gently Weeps – 4:45
Dieses Lied erschien erstmals am 22. November 1968 auf dem Beatles-Album The Beatles.

Seite Zwei
1. My Sweet Lord – 4:38
Dieser Titel stammt von Harrisons Soloalbum All Things Must Pass, das im November 1970 veröffentlicht wurde. Die Single erreichte in zahlreichen Ländern den ersten Platz der Hitparaden.
2. Give Me Love (Give Me Peace on Earth) – 3:35
Dieses Lied erschien im Mai 1973 als Vorabauskopplung aus dem Album Living in the Material World. Es war ein weiterer Nummer-eins-Erfolg für Harrison in der US-amerikanischen Hitparade Billboard Hot 100.
3. You – 3:41
Diese Singleauskopplung aus dem Album Extra Texture (Read All About It) wurde im September 1975 veröffentlicht. Die beste Chart-Platzierung war Platz 20 in den USA.
4. Bangla Desh – 3:57
Dieser Titel erschien am 30. Juli 1971 als Benefiz-Single für die Flüchtlinge des Bangladesch-Kriegs. Es war Harrisons erste Aktion, um Gelder für Hilfsprojekte zu organisieren. Es folgten das Konzert für Bangladesch, das daraus resultierende Livealbum und der Film.
5. Dark Horse – 3:53
Das Titelstück des Albums Dark Horse wurde am 18. November 1974 in den USA als Single veröffentlicht und erreichte Platz 15 der Billboard Hot 100.
6. What Is Life – 4:17
Ein weiteres Stück vom Album All Things Must Pass. Dieser Titel wurde in den USA im Februar 1971 als Single veröffentlicht. Diese Single, mit dem Lied Apple Scruffs auf der B-Seite, erreichte Platz 10 in den Billboard Hot 100.

## Single-Auskopplung
Im Dezember 1976 wurde in Großbritannien die Single My Sweet Lord / What Is Life wiederveröffentlicht.

## Kommerzieller Erfolg

### Chartplatzierungen
Nach dem Tod von George Harrison im Jahr 2001 erreichte das Kompilationsalbum in Großbritannien erstmals Platz 100 in den Charts.
| ChartsChartplatzierungen       | Höchstplatzierung | Wochen |
| ------------------------------ | ----------------- | ------ |
| Österreich (Ö3)                | 25 (4 Wo.)        | 4      |
| Vereinigte Staaten (Billboard) | 31 (15 Wo.)       | 15     |
| Vereinigtes Königreich (OCC)   | 100 (1 Wo.)       | 1      |

### Auszeichnungen für Musikverkäufe
| Land/Region                  | Auszeichnungen für Musikverkäufe (Land/Region, Auszeichnung, Verkäufe) | Verkäufe |
| ---------------------------- | ---------------------------------------------------------------------- | -------- |
| Vereinigte Staaten (RIAA)    | Gold                                                                   | 500.000  |
| Vereinigtes Königreich (BPI) | Silber                                                                 | 60.000   |
| Insgesamt                    | 1× Silber · 1× Gold ·                                                  | 560.000  |